# Bad Sassendorf
Bad Sassendorf est un village et une commune de l'arrondissement de Soest, en Rhénanie-du-Nord-Westphalie (Allemagne). Il est situé à environ 4 km au nord-est de Soest.

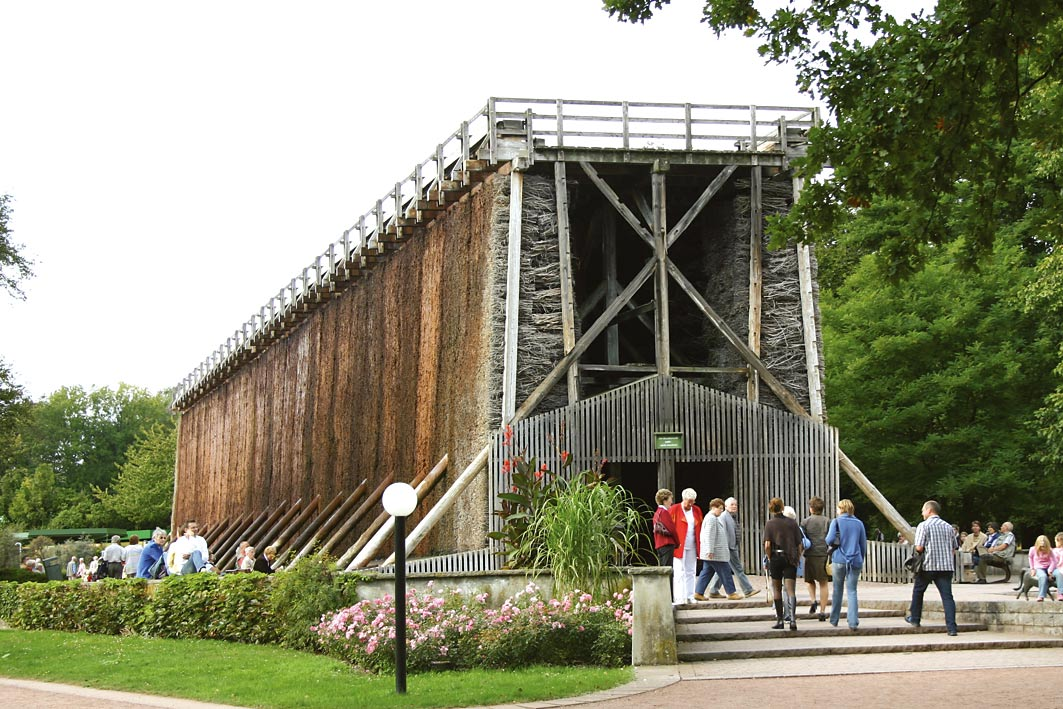
Bâtiment de graduation (de saumure).

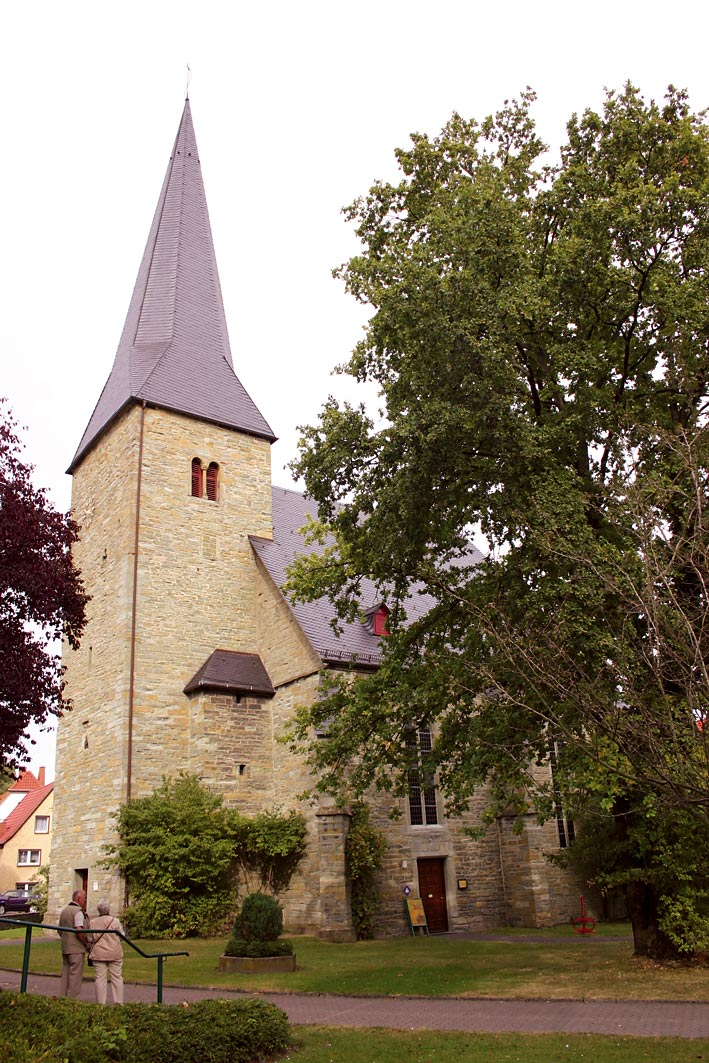
Église évangélique.